# 方正 (進士)

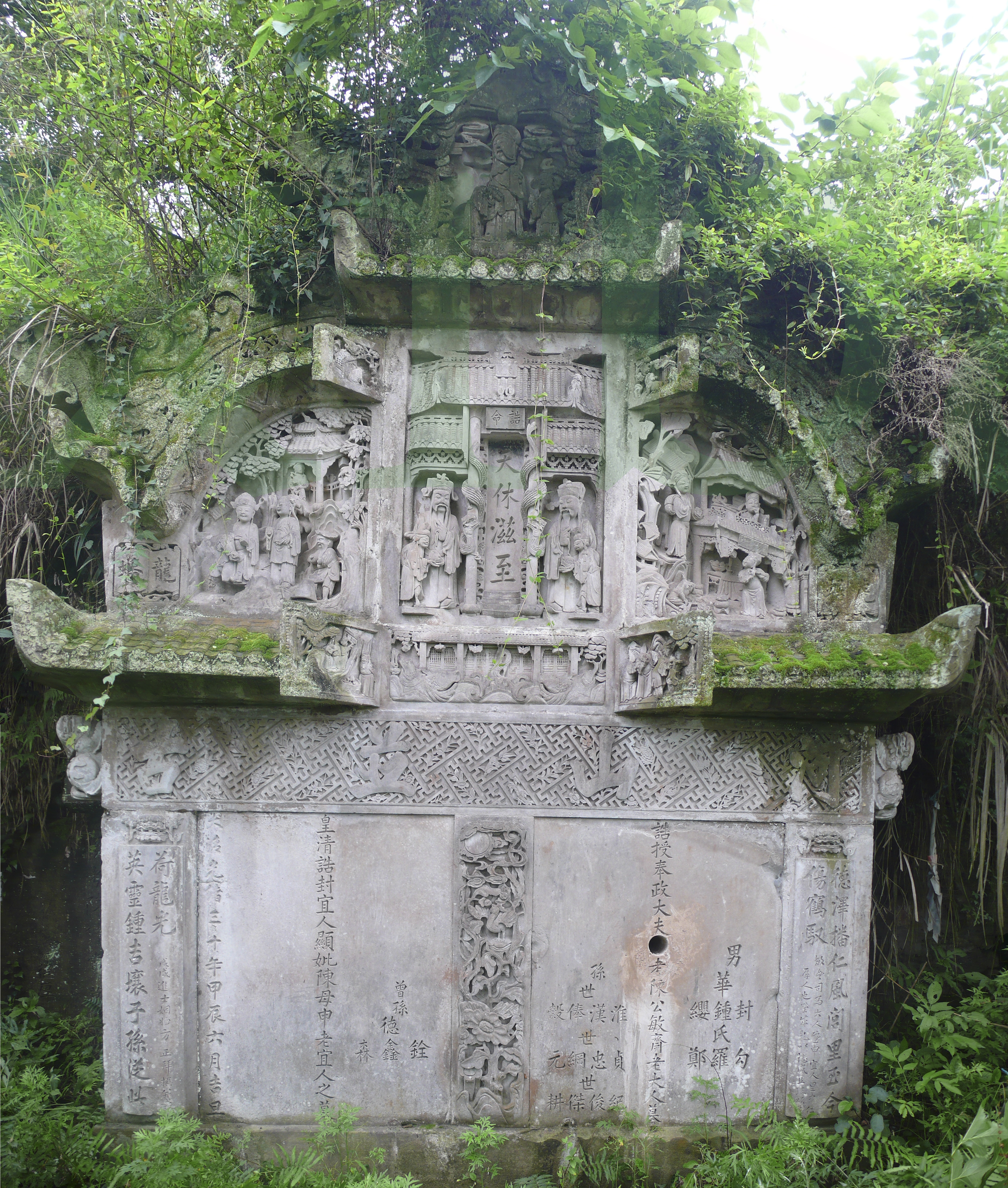
位於涪陵的大墓上方正題寫的墓聯：“德澤播仁風閭里至今傷鶴馭、英靈鍾吉壤子孫泛此荷龍光”

方正（1850年—20世纪？），字守之，四川省重慶府涪州人。清末政治人物。

## 生平
博學能文，擅長制義之文，諳熟經史。光緒二十三年（1897年）丁酉科舉人，二十四年（1898年）聯捷戊戌科三甲第157名進士。光緒二十八年（1902年）至三十二年（1906年）任貴州天柱縣知縣。庚子（1900年）和辛丑（1901年）年兩充貴州鄉試同考官。著有《磨硯齋詩文集》。

## 政績
天柱縣為侗族人居住區，侗人古撲憨厚，因疾病而不得不置信楚人巫術圖治，此風遍及侗家村寨，被其愚蒙，不計時日。然其疫病之為患，又為侗家鄉裡間之紛憂。光緒二十八年壬寅（1902年）秋月，特授天柱縣知縣方正，目睹斯民疾苦，急斯民隱患，興拯救民之意念畢炯，殷勤勸民興醫道，遠巫師。於光緒二十九年捐資倡行刊刻《醫簽全書》梓本，並印製成冊，廣贈傳播，希冀「家置一編，人自為醫，俾人人咸登仁壽」。有《重刻醫簽小引》一文，可洞見方知縣之探門深望切念。
其未上任之前，寓居省垣時，即關心天柱縣情，急於找一本天柱縣誌來看，但找不到，後在門人處借得一本省志，看後覺得記述太簡略。至壬寅（光緒二十八年）秋到天柱上任，下車伊始，急欲先睹縣誌為快，經訪問邑紳吳子仁，得知縣誌剛剛脫稿，尚未成書，便索書稿來看。看後大加讚賞：「別類分門，有條不紊；詳明典贍，燦然可觀，疆域則如經其地，土產則如睹其物。數百年來之賢士大夫及孝義貞烈，又如覿其面而聞其聲。所謂不朽盛業，其在斯乎?」，所以他「急囑鳩工蕆事，以為一邑曠典」，於是光緒續修《天柱縣誌》終於在光緒二十九年（1903年）問世，並為之作序。